# Henk Lambooij
H.A. (Henk) Lambooij (Waalwijk, 21 maart 1961) is een Nederlandse bestuurder en SGP-politicus. Sinds 15 juni 2011 is hij burgemeester van Putten.

## Biografie

### Opleiding, maatschappelijke loopbaan en persoonlijk leven
Tot zijn 18e woonde Lambooij in zijn geboorteplaats en daarna ging hij op kamers om te gaan studeren aan de Pedagogische Academie. Daarna ging hij in Hoevelaken wonen en was hij werkzaam als docent en later met een middenkader functie aan het Van Lodenstein College.
Hij is getrouwd en heeft 4 kinderen. Hij was lid van de Gereformeerde Gemeente in Amersfoort. Lambooij is naast het burgemeesterschap voorzitter van de stuurgroep Vitale Vakantieparken, voorzitter van de stuurgroep Ariadne en bestuurslid van Faunabeheer Gelderland

### Politieke loopbaan
Begin 1990 werd Lambooij gemeenteraadslid in Hoevelaken en in 1994 werd hij daar parttime wethouder. Na de fusie met Nijkerk werd hij daar wethouder hetgeen een fulltime functie betrof. Sinds 15 juni 2011 is hij de burgemeester van Putten als indirect opvolger van zijn partijgenoot Jan van Putten die in 2010 vervroegd met pensioen was gegaan. Na de gemeenteraadsverkiezingen van 2018 was hij informateur in Barneveld.